# Danson Tang
Danson Tang Yu Zhe, o semplicemente Danson Tang (caratteri cinesi: 唐禹哲; pinyin: Táng Yǔzhé; Taiwan, 2 settembre 1984), è un cantante, attore e modello taiwanese.
Parla fluentemente cinese mandarino e inglese.

## Filmografia

### Serie televisive
| Anno | Titolo                                         | Ruolo                                              |
| 2004 | 撞球小子 / Nine-Ball                           | Ah Cao / 阿草                                      |
| 2004 | 火線任務 / Blazing Courage                     | Tang Yun Sheng / 唐雲生                            |
| 2005 | 終極一班 / KO One                              | Lei Ke Si (Lex) / 雷克斯                           |
| 2006 | 幸福牌電冰箱 / Lucky Brand Refrigerator        | Bo Bo / 波波                                       |
| 2006 | 花樣少年少女 / Hanazakarino Kimitachihe        | Liang Si Nan / 梁思南 (Minami Nanba)               |
| 2007 | 熱情仲夏 / Summer X Summer                     | Tian Guang Zhen / 田光楨                           |
| 2007 | 終極一家 / The X-Family                        | Xia Lan Xing De Yu / 夏蘭荇德‧宇 / Gui Feng / 鬼鳳 |
| 2007 | 惡作劇2吻 / They Kiss Again                    | Ouyang Gan (Gan Gan) / 歐陽幹 （幹幹）(Miki)       |
| 2008 | 翻滾吧！蛋炒飯 / Rolling Love                  | Leng Lie / 冷冽                                    |
| 2009 | 愛戀狂潮 / ---                                 | Li Da Zheng / 李達正                               |
| 2009 | 我用音樂說愛你 / I use music to say I love you | Jiang Ming Hao / 江明皓                            |
| 2011 | 拜金女王 / Material Queen                      | --- / ---                                          |
| 2011 | 幸福蒲公英 / ---                               | Song Li Xing / 宋力行                              |

### Film
| Anno | Titolo                                | Ruolo          |
| 2010 | 鎧甲勇士之帝皇俠 / Armor Hero Emperor | Zi Yang / 子陽 |

## Discografia

### Album in studio
| Album # | Informazioni sull'album                                                                                   |
| ------- | --- |
| 1º      | 愛我 (Love Me) - Pubblicato: 17 agosto 2007 - Etichetta: Avex Trax Taiwan - Lingua: cinese                |
| 2º      | D新引力 (D's New Attraction) - Pubblicato: 16 gennaio 2009 - Etichetta: Avex Trax Taiwan - Lingua: cinese |
| 3º      | D1秒 (The first second) - Pubblicato: 24 giugno 2010 - Etichetta: Avex Trax Taiwan - Lingua: cinese       |

### Compilations
| Album # | Informazioni sull'album                                                                                                 |
| ------- | --- |
| 1º      | 開往明天的旅行 (Towards Tomorrow's Journey) - Pubblicato: 26 aprile 2011 - Etichetta: Avex Trax Taiwan - Lingua: cinese |

### Contributi a colonne sonore
- Zui Ai Hai Shi Ni / 最愛還是你 (Still Love You the Most) - Sigla finale di The X-Family
- Gao Su Wo / 告訴我 (Tell me) - Rolling Love

### Video Musicali
- 最愛還是你 (due versioni)、愛我、分開以後、造飛機、回馬槍 da 《愛我‧唐禹哲》(2007)
- 情報、新歌、最溫柔的懸念、Kiss Me Now、捨不得放手 da 《D新引力》(2009)
- I'm Back, 灰色河堤, 放過你自己吧、 Be with You、 陪你 da 《D1秒》(2010)
- 開往明天的旅行 da 《開往明天的旅行》(2011)

### Collaborazioni in Video Musicali di altri artisti
- Cyndi Wang (王心凌) - DaDaDa MV (2005)
- Vangie Tang (鄧穎芝) - 紀念 (2005)
- Twins - 星光遊樂園 MV (2005)
- Twins - 我很想爱他 MV (2006)
- Vivian Hsu (徐若瑄)- 好眼淚壞眼淚 (2007)
- Huang Yali (黃雅莉)- 戀愛絕句選 MV (2009)

### Libri fotografici
- 4 dicembre 2007: Tang Yu Zhe Ying Zi Shu (唐禹哲影字書) - ISBN 978-986-124-976-6
- 15 aprile 2008: Danson Tang Photo and Writing Collection (D調型男：唐禹哲寫真文字集) - ISBN 978-957-803-689-5
- 8 dicembre 2010: DisPLAY DANSON TANG (曝光唐禹哲) - ISBN 978-986-6175-12-1